# Луково (община Куршумлия)
Вижте пояснителната страница за други значения на Луково.
Луково (на сръбски: Луково или Lukovo) е село в Сърбия, Топлишки окръг, община Куршумлия. Според Националната статистическа служба на Република Сърбия през 2011 г. селото има 275 жители.
В гробищата на селото е средновековната скална църква „Св. св. Петър и Павел“. Иконите и стенописите в нея са дело на Аврам Дичов.

## Демография
Броят на населението в годините 1948 – 2011 е както следва: